# Capernaum

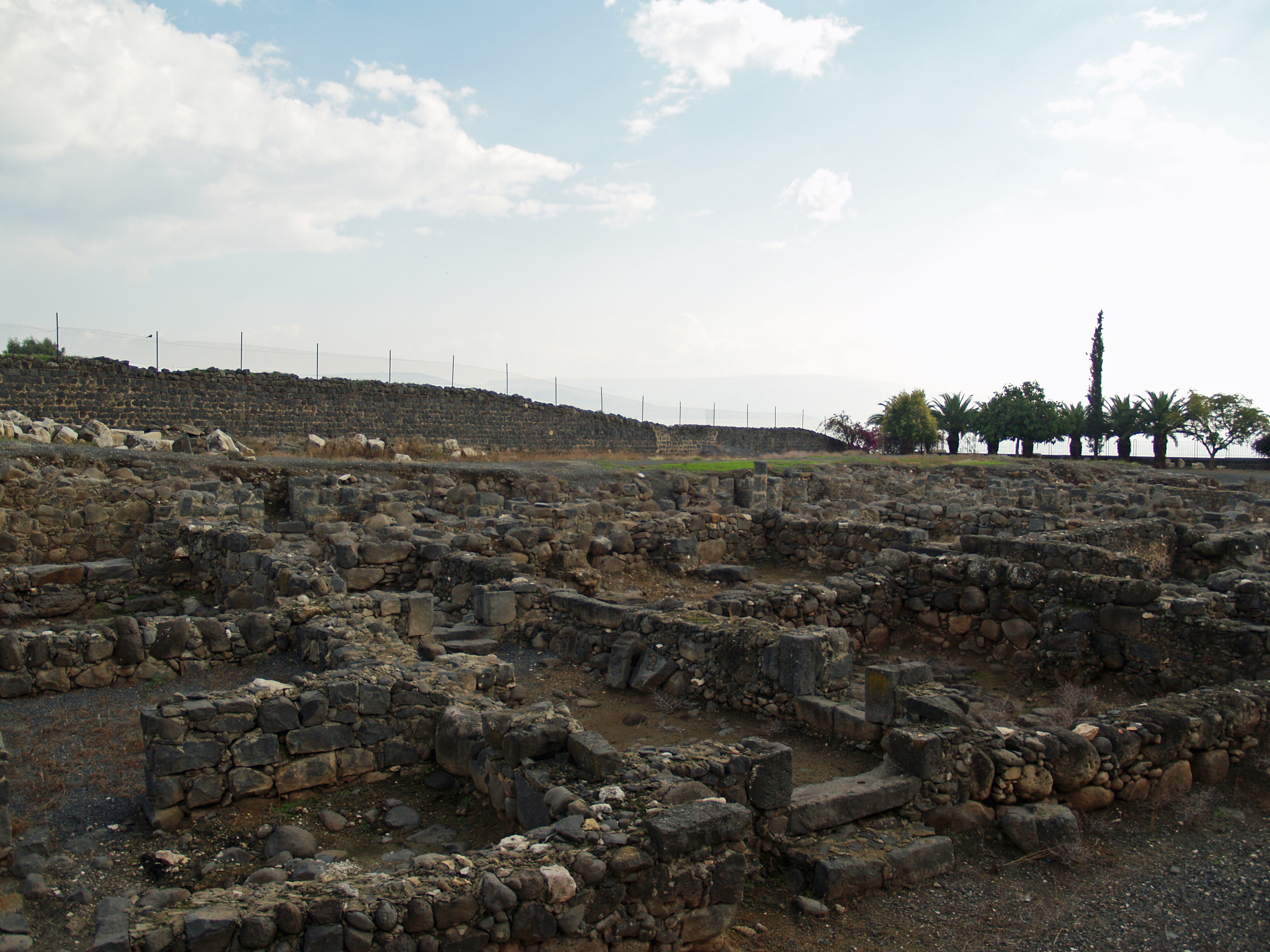
Ruinele vechiului oraş roman Capernaum

Capernaum (în ebraică "כפר נחום", „Kfar Nachum" adică „satul lui Nachum”) a fost o localitate în Israel. A fost populată între anii 150 î.Hr. și cca. 750.
În prezent, Capernaum este o importantă atracție turistică, inclusiv din perspectiva creștină. Ca atare, Caperanum este promovat oficial de Ministerul de Turism din Israel.
Conform Evangheliei după Luca 4:31-44, a fost unul din locurile în care Iisus din Nazaret făcut minunea cunoscută ca Vindecarea slăbănogului din Capernaum. La ieșirea din sinagogă, Iisus din Nazaret a vindecat-o de friguri pe soacra lui Simon; de asemenea, Iisus a vindecat pe "toți ce aveau bolnavi atinși de felurite boale, îi aduceau la El. El Își punea mîinile peste fiecare din ei, și-i vindeca." (Luca 4:40). 